# Caesonia aethiopica
Caesonia aethiopica är en insektsart som först beskrevs av Rauno E. Linnavuori 1962.  Caesonia aethiopica ingår i släktet Caesonia och familjen Flatidae. Inga underarter finns listade i Catalogue of Life.